# オカナガン湖
オカナガン湖（Lake Okanagan）は、カナダブリティッシュコロンビア州のオカナガン渓谷にある湖。南北に長く広がっており、南北は約135 km、東西は 5km、面積は351 km²である。南から、コロンビア川支流のオカナガン川が流れ出している。
未確認生物であるオゴポゴが住んでいるといわれ、ケロウナ市の市章にも使われている。
オカナガン湖周辺には都市や町が複数あり、湖の北端にはバーノン、南端にはペンティクトン、中央部には地方最大の都市、ケロウナとウェストケロウナが位置する。